# شتيفان مولر (لاعب كرة قدم، 1988)
شتيفان مولر (بالألمانية: Stefan Müller)‏ (9 نوفمبر 1988 في ألمانيا - ) هو لاعب كرة قدم ألماني في مركز الدفاع. لعب مع نادي كارلسروه ونادي كارلسروه 2 ‏ ونادي هسن كاسل وSV Spielberg ‏.

## وصلات خارجية
- ستيفان مولر (لاعب كرة قدم ألماني) على موقع قاعدة بيانات كرة القدم.إي يو (الإنجليزية)
- ستيفان مولر (لاعب كرة قدم ألماني) على موقع بيانات كرة القدم. دي إي (الألمانية)
- ستيفان مولر (لاعب كرة قدم ألماني) على موقع Soccerway.com (الإنجليزية)
- ستيفان مولر (لاعب كرة قدم ألماني) على موقع عالم كرة القدم.نت (الإنجليزية)